# باتريك يونكر
باتريك يونكر (بالإنجليزية: Patrick Jonker)‏ مواليد 25 مايو 1969 في أمستردام، هو دراج أسترالي سابق في صنف سباق الدراجات على الطريق. سبق أن شارك في دورة الألعاب الأولمبية الصيفية.

## روابط خارجية
- باتريك يونكر على موقع أرشيف الدراجات (الإنجليزية)
- باتريك يونكر على موقع إحصائيات الدراجات الإحترافية (الإنجليزية)
- باتريك يونكر على موقع CycleBase (الإنجليزية)
- باتريك يونكر على موقع أوليمبيديا (الإنجليزية)
- باتريك يونكر على موقع اللجنة الأولمبية الأسترالية (الإنجليزية)